# Abisara chela
Abisara chela is een vlindersoort uit de familie van de prachtvlinders (Riodinidae), onderfamilie Nemeobiinae.
Abisara chela werd in 1886 beschreven door Nicéville.